# Спасская церковь (Турунтаево)
Храм Нерукотво́рного О́браза Христа́ Спаси́теля (Спа́сская це́рковь) — православный храм в селе Турунтаево в Прибайкалье. Один из памятников русской архитектуры конца XVIII века, возведённый в 1791—1818 годы.
Главный престол храма освящён в честь Спаса Нерукотворного Образа, придел — во имя Святителя Николая.

## История
В 1679 году в устье реки Итанцы, на правом берегу Селенги, был построен Итанцинский острог на месте существовавшего до него зимовья.
В 1706 году в остроге была построена церковь Спаса Нерукотворного образа. По некоторым сведениям вскоре церковь сгорела, но была вновь отстроена. В 1780-е годы храм уже сильно обветшал. К тому времени население Острожного села сильно сократилось и для строительства новой церкви было выбрано село Турунтаево в среднем течении Итанцы.
Указ на строительство новой каменной Спасской церкви был дан Иркутской духовной консисторией в марте 1787 года. Строительство началось 10 июня 1791 года. Руководил работами мастер Феодул Ежаков. Строительство продолжалось почти 30 лет и было завершено в 1818 году.
Наличие Спасской церкви привело к тому, что Турунтаево стало в XIX веке волостным селом, а Итанцинский острог окончательно захирел.
Церковь ремонтировалась в 1829 и в 1913 годах.
В 1927 году храм был закрыт по решению местных сельских властей «ввиду несостояния содержания и уплаты госналога». 18 марта 1939 года церковь была частично разрушена, иконы, церковные книги и утварь были сожжены. С этого года храм использовался как склад НКВД, а затем был передан под склад райпотребсоюза. Последние десятилетия не использовался для хозяйственных нужд.
В 1991 году исполком райсовета утвердил районную программу «Возрождение», ставящую целью восстановление прибайкальских памятников истории и культуры. Приход был вновь зарегистрирован 13 июня 1995 года. В апреле 2000 года начались работы по реставрации Спасской церкви.

## Архитектура
Церковь имеет два престола: во имя Нерукотворного Образа Спасителя в главной холодной части, и в честь святителя Николая, Мирликийского чудотворца, в тёплом приделе, освящённом в 1800 году.
На одной оси расположены колокольня, трапезная и храм с алтарной аспидой. Трапезная и зимняя церковь перекрыты коробовыми сводами; они освещаются окнами в северной и южной стенах. Главным украшением интерьера были иконостасы столярной работы с резными деталями и позолотой. На стенах применён архитектурный декор из штукатурки в виде пятна сложного рисунка. Фасады оштукатурены, крыша железная. Основа купольного покрытия и его высотного завершения каменная, а не деревянная, как в других ранних забайкальских храмах. Из-за этого изменились архитектурные формы: вместо стройного шпиля — короткий пирамидальный шпиль с шаром и крестом.